# 雅法钟楼
雅法钟楼（(برج الساعة (يافا）是奥斯曼帝国时期在巴勒斯坦建造的一座钟楼，位于雅法市中心，它是1901年在巴勒斯坦城市建造的7座塔楼之一，以庆祝苏丹阿卜杜勒·哈米德二世登基25周年。它被认为是该市最重要的奥斯曼伊斯兰建筑古迹之一，至今仍在使用。它的建造于1906年完成，名称取自苏丹阿卜杜勒·哈米德。它是由当地居民出资建造，包括犹太人和穆斯林。
雅法钟楼是奥斯曼帝国时期在巴勒斯坦建造的七座钟楼之一。其他几座分别位于采法特、阿卡、拿撒勒、海法、纳布卢斯. 奥斯曼帝国时期在耶路撒冷也建造了一座钟楼，但已被占领该地区的英军拆除。

## 历史
雅法钟楼的建造最初是由犹太商人兼钟表匠莫里茨·舍恩贝格发起的，他还建造了毗邻的布斯特鲁斯街（现为拉结街）以纪念奥斯曼帝国苏丹阿卜杜勒·哈米德二世登基银禧。钟楼由当地居民，包括阿拉伯人和犹太人共同建造, 由约瑟夫·贝伊·莫亚尔领导。
奠基仪式在1900年9月举行，不到一年的时间，就建成了两层楼，而第三层楼的建造也已经开始。1903年，钟楼完成，舍恩贝格在顶部设计并安装了四个时钟。 它类似于阿卡的柱子客栈钟楼，专门用于同一目的。 同一时期，整个奥斯曼帝国建造了一百多个类似的钟楼。
1966年，雅法钟楼进行了翻新，安装了新的钟表，并添加了由阿里·科伦设计的彩色马赛克窗户，描述雅法的历史。
2004年，这座钟楼出现在一张价值1.3以色列新谢克尔的以色列邮票上。它与采法特，阿卡、海法和耶路撒冷的钟楼一起，组成以色列的奥斯曼钟楼系列。